# Schloss Aicholding

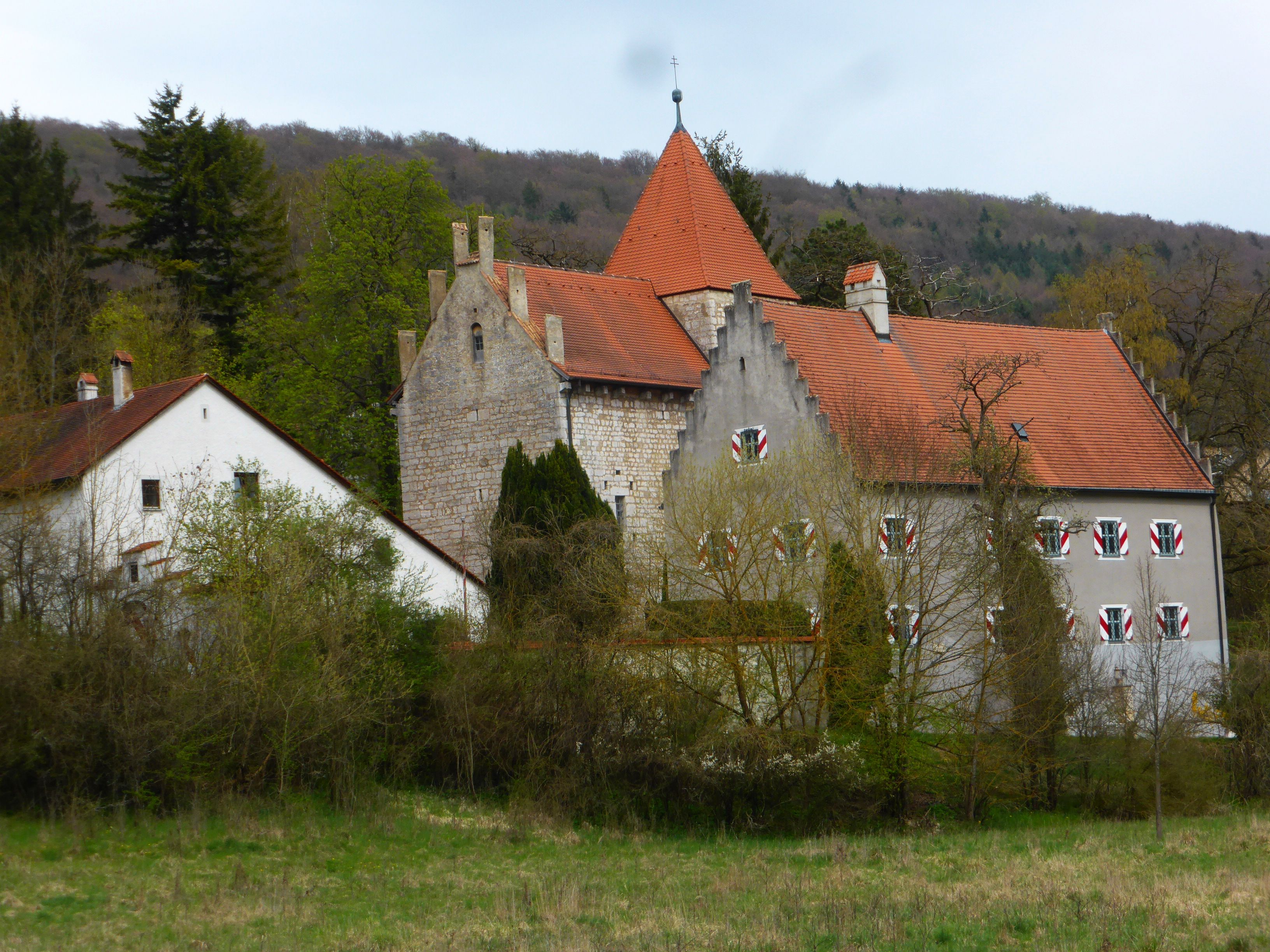
Ensemble Schloss Aicholdung und Kirche St. Martin

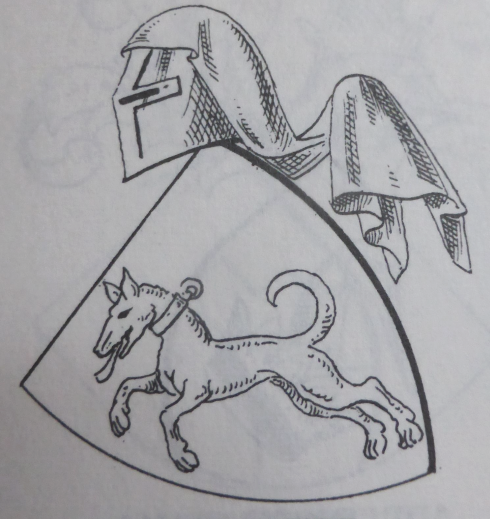
Wappen der Aicholtinger mit dem Windspiel in Siebmachers Wappenbuch

Das Schloss Aicholding ist ein Schloss in der niederbayerischen Stadt Riedenburg im Landkreis Kelheim. Aicholding ist heute ein Stadtteil von Riedenburg. Die Anlage wird als Bodendenkmal unter der Aktennummer D-2-7036-0235 im Bayernatlas als „untertägige mittelalterliche und frühneuzeitliche Befunde im Bereich der Kath. Kirche St. Martin und des Schlosses von Aicholding, zuvor mittelalterliche Burg“ geführt. Ebenso ist sie unter der Aktennummer D-2-73-164-41 als denkmalgeschütztes Baudenkmal von Aicholding verzeichnet.

## Geschichte
Der Name des Ortes wird als Eigen des Aigold gedeutet, damit verweist der echte ing-Name auf die Zeit der bajuwarischen Landnahme. Angeblich war der Ort 1052 Treffpunkt des salischen Kaisers Heinrich III. mit dem Papst Leo IX.
Ein Amazi de Eicoltingan, verheiratet mit der Freien de Francia nomine Gerbirhc, wird bereits im Schenkungsbuch des Klosters St. Emmeram unter Abt Rupert (1068–1095) erwähnt. Das Ehepaar hatte die drei Söhne Amalgis, Waltehri und Richeri sowie die drei Töchter Iburhc, Berhta und Richilt. Die Familie war mit fünf Denaren dem Kloster zinspflichtig.
Ein Haidfolk de Aigoltingen wird 1120 und ein Hartwig de Aikoltingen wird 1145 genannt. Auch ein Siegfried und ein Haimardus (oder Haniniurdus) werden genannt. In einer Tauschurkunde des Klosters Prüfening wird Hartwig de Aikoltingen nach einem alten Brauch am Ohr gezogen, damit er sich später noch an den Vorgang erinnert. Bis zum 14. Jahrhundert kommen die Aicholdinger vor. In dem Urbar des Herzogtums Bayern von 1240 wird in Aicholding eine Hube erwähnt, die mit fünf Scheffel Roggen und fünf Scheffel Hafer zinspflichtig war, in dem nächsten Urbar kommt noch ein Fischzins von fünf Schillingen hinzu. 1287 wird ein Dietrich von Aicholding genannt; dieser erhält 29 Pfund Silberpfennig „auf Anweisung des jungen Herzogs Rudolf“, dann erhält er nochmals 13 Pfund Silberpfennige für einen Wallach. 1297 macht dieser Dietrich sein Testament, das von dem Ulrich von Stein bestätigt wird. Zu Beginn des 14. Jahrhunderts treten ein Hanns und ein Conrad von Aicholding auf. Ein Haimo von Aicholding übergibt 1319 mit seinen Söhnen Rudger und Heinrich dem Kloster Schamhaupten eine Hube Land. 1326 wird Aicholding wieder in einem herzoglichen Urbar genannt und muss dieselben Abgaben zahlen wie zuvor. 1328 erhält ein Heinrich von Aicholding vom Abt des Klosters St. Emmeram 10 Pfund Regensburger Pfennige. 1387 verkauft ein Dietrich von Aicholding seinen Hof zu Dingolfing dem Kloster Schamhaupten. 1476 wird noch ein Heinrich von Aicholding als Sigler einer Urkunde auf Schloss Hexenagger genannt.
Allerdings scheinen die Aicholdinger ihren Stammsitz bereits früher verkauft zu haben, denn 1382 wird ein Urban Pairstorfer, „gesessen zu Aykolding“, erwähnt. Nach den Pairstorfer findet man Ende des 15. Jahrhunderts hier die Hüttinger. Das Epitaph des Anselm von Hüting zu Aicholding († 13. Mai 1535) hängt in der Pfarrkirche St. Barbara von Abensberg. Die Tochter Barbara des Anselm heiratete Eustachius von Schmiechen und dieser verkaufte 1542 die Hofmark Aicholting an Hans Ziegl (oder Zugl), den Hammermeister von Neuenkersdorf. Dieser zertrümmerte sie aber in drei Teile. Ein Teil blieb beim Hammer Neuenkehrsdorf bis zum Ende der Familie Keck, das Schloss mit einem Garten war aufgeteilt, so gemeinschaftlich mit den Günzkhouer und Georg Seitz, auch Philipp Peer „beede burger zu Riettenburg“. Am 25. August 1597 brachte Christoph Khekh zu Prunn und Neuenkhertorf, dessen Vater Karl Köckh seit 1570 auch die Hofmark Prunn besaß, den dritten Teil der Hofmark von Philippen Peer an sich.
Bei Apian 1568 wird der Ort Aickling genannt.
1609 wird Adam Günzkofer von und zu Günzkofen als Besitzer von Aicholding genannt. Durch den Dreißigjährigen Krieg scheint die Hofmark nicht besonders betroffen gewesen zu sein, es heißt allerdings in einem Bericht des Essinger Dekans, „zu Aicholding alles oedt, kain Mensch darin“. 1646 kaufte der bayerische General Georg von Truckmiller neben der Hofmark Prunn und dem Hammer Neuenkersdorf auch die Hofmark Aicholding aus der Keckh’schen Gantmasse. 1675 kam der Besitz von den Töchtern des Generals Georg von Truckmiller an Johann Leonhard Cantzlmüller, Regimentsrat in Burghausen. Johann Leonhard Cantzlmüller errichtete das heruntergekommene Schloss in Aicholding neu.

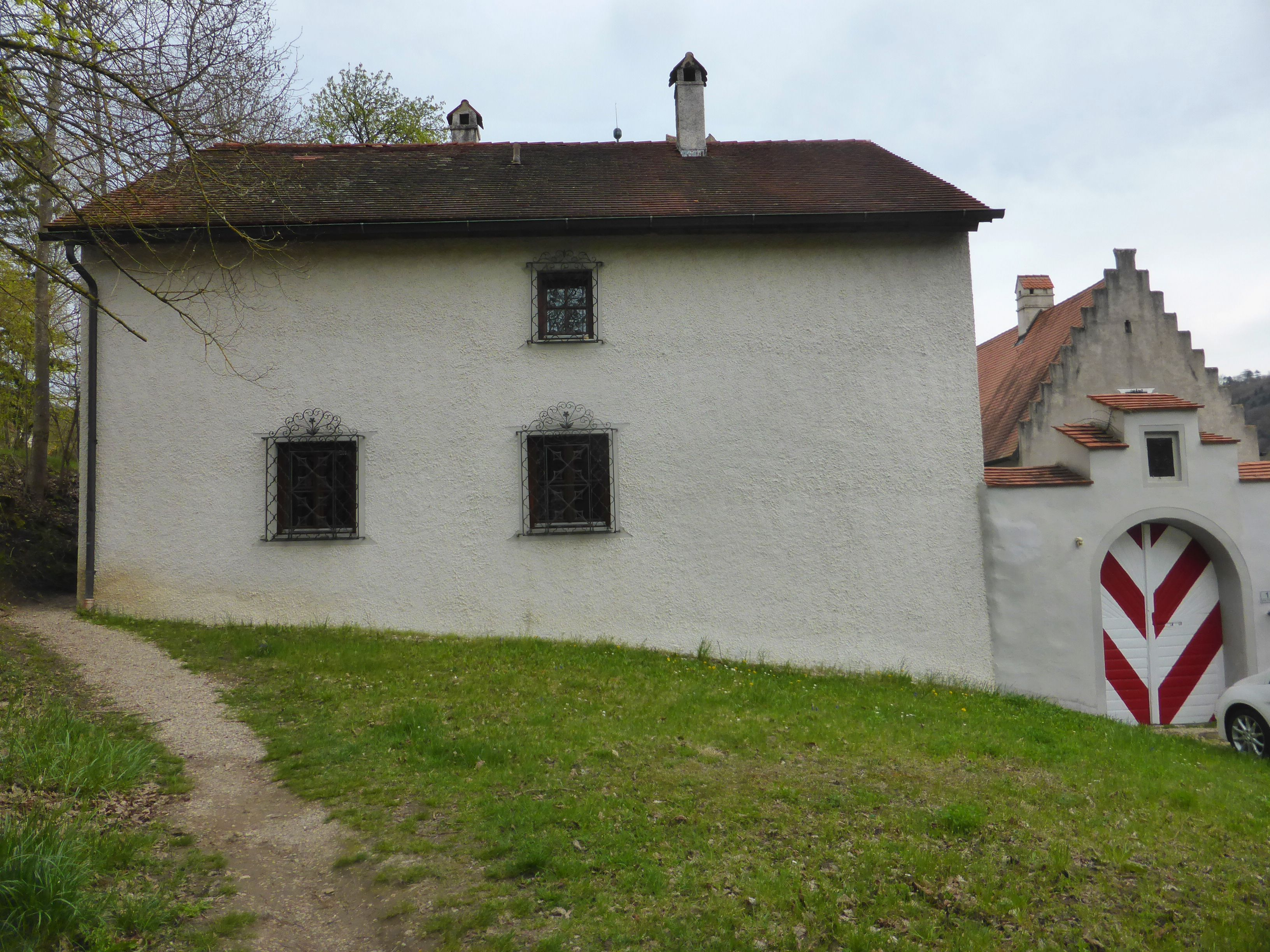
Atelier des Malers Max von Seydewitz

1772 wird Freiherr von Haagn als Besitzer genannt, später der Seminarfond von Burghausen. 1837 heißt es dazu: „Das Schlößchen wird von Mietsleuthen bewohnt … das Ganze mit den ringsumherliegenden Feldern, Wiesmathen und nicht unbedeutendem Holzwachs ein schönes Arrondissement. Zu dem Edelsitz gehören auch einige Dominikalrenten.“ 1865 erwarb die Königliche Forstverwaltung Riedenburg die Gebäude. 1915 kaufte es der Kunstmaler Max von Seydewitz. In einer links vom Eingang zum Schloss gelegenen Scheune richtete er sein Atelier ein. Auf diesen folgte der Pfarrer Johann von Gott Winterl (eine Gedenktafel in der daneben liegenden Kirche St. Martin erinnert an ihn). Dann gelangte der Besitz an das Kloster St. Anna von Riedenburg. Von dem Kloster erwarb schließlich der Münchner Musikverleger Josef Preißler das Schloss. Seit 1923 war das Schloss im Besitz von Rosina Ammer.

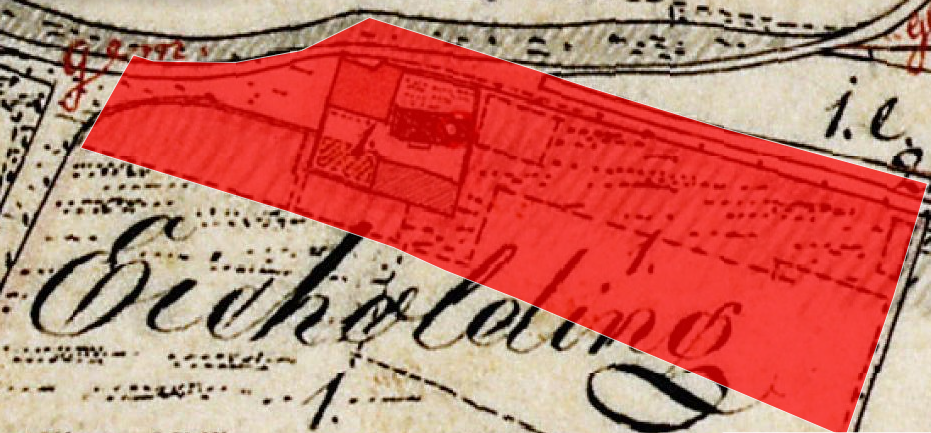
Lageplan von Schloss Aicholding auf dem Urkataster von Bayern

## Äußeres
Der Bau ist ein einfaches Gebäude mit einem Treppengiebel, das im 17. Jahrhundert an der Stelle des frühmittelalterlichen Schlosses errichtet wurde. Im Inneren ist das Gebäude vollständig umgebaut. Die Inneneinrichtung wurde im 20. Jahrhundert angeschafft. Im Salon steht ein Renaissance-Kachelofen, auf dessen Kacheln Szenen aus dem Alten und dem Neuen Testament dargestellt sind (angeblich stammt er aus einem Tiroler Schloss). Im Haus hängen etliche Gemälde des früheren Besitzers Max von Seydewitz.
Auch die dazugehörenden Wirtschaftsgebäude stammen aus dem 17. bis 18. Jahrhundert. Den Komplex umgibt eine Mauer, bezeichnet mit der Jahreszahl „1748“. Spuren eines Grabens sind nicht mehr vorhanden. Neben dem Eingangstor stehen zwei große Linde. Zusammen mit der danebenstehenden Kirche St. Martin ergibt das Gebäude eine gute Vorstellung zu früheren kleinen Edelsitzen in der Oberpfalz. Früher führte ein hölzerner Gang vom Oberstock des Schlosses in die Empore der danebenliegenden Kirche. Die rechteckige Eingangsöffnung ist heute vermauert, aber mit den Löchern für die Tragbalken in 5 m Höhe noch gut zu erkennen.